# 피터 훅
피터 훅(영어: Peter Hook, 1956년 1월 13일 ~ )은 잉글랜드의 음악가이다. 조이 디비전, 뉴 오더 기반 플레이어로 활동하였다.